# Extensivgrünland bei Ober- und Niederhörlen
Extensivgrünland bei Ober- und Niederhörlen este o arie protejată (arie specială de conservare — SAC, sit de importanță comunitară — SCI) din Germania întinsă pe o suprafață de 158,89 ha, integral pe uscat.

## Localizare
Centrul sitului Extensivgrünland bei Ober- und Niederhörlen este situat la coordonatele 50°50′01″N 8°25′53″E / 50.8336°N 8.4314°E.

## Înființare
Situl Extensivgrünland bei Ober- und Niederhörlen a fost declarat sit de importanță comunitară în iunie 2000 pentru a proteja 3 specii de animale. Situl a fost protejat și ca arie specială de conservare în martie 2008.

## Biodiversitate
Situată în ecoregiunea continentală, aria protejată conține 4 habitate naturale: Formațiuni ierboase bogate în specii de Nardus, dezvoltate pe substraturi silicioase în zone montane (și în zone submontane, în Europa continentală), Pajiști cu Molinia pe soluri calcaroase, turboase sau argilos-nămoloase (Molinion caeruleae), Fânețe de joasă altitudine (Alopecurus pratensis, Sanguisorba officinalis), Păduri de fag Luzulo-Fagetum.
La baza desemnării sitului se află mai multe specii protejate:
- păsări (2): fâsă de luncă (Anthus pratensis), mărăcinar (Saxicola rubetra)
- nevertebrate (1): phengaris nausithous (Maculinea nausithous)